# Волдоборо (переписна місцевість, Мен)
Волдоборо (англ. Waldoboro) — переписна місцевість (CDP) в США, в окрузі Лінкольн штату Мен. Населення — 1300 осіб (2020).

## Географія
Волдоборо розташоване за координатами 44°4′38″ пн. ш. 69°21′45″ зх. д. / 44.07722° пн. ш. 69.36250° зх. д. (44.077241, -69.362481).  За даними Бюро перепису населення США в 2010 році переписна місцевість мала площу 12,63 км², уся площа — суходіл.

## Демографія
Згідно з переписом 2010 року, у переписній місцевості мешкали 1233 особи в 610 домогосподарствах у складі 300 родин. Густота населення становила 98 осіб/км².  Було 716 помешкань (57/км²).
Расовий склад населення:
| - 96,5 % — білих - 0,6 % — азіатів - 0,4 % — корінних американців - 0,1 % — чорних або афроамериканців |

До двох чи більше рас належало 2,4 %. Частка іспаномовних становила 1,9 % від усіх жителів.
За віковим діапазоном населення розподілялося таким чином: 20,9 % — особи молодші 18 років, 57,3 % — особи у віці 18—64 років, 21,8 % — особи у віці 65 років та старші. Медіана віку мешканця становила 45,6 року. На 100 осіб жіночої статі у переписній місцевості припадало 85,4 чоловіків;  на 100 жінок у віці від 18 років та старших — 74,7 чоловіків також старших 18 років.
Середній дохід на одне домашнє господарство  становив 32 922 долари США (медіана — 17 614), а середній дохід на одну сім'ю — 48 895 доларів (медіана — 48 208). Медіана доходів становила 40 278 доларів для чоловіків та 24 554 долари для жінок. За межею бідності перебувало 42,3 % осіб, у тому числі 73,0 % дітей у віці до 18 років та 34,2 % осіб у віці 65 років та старших.
Цивільне працевлаштоване населення становило 355 осіб. Основні галузі зайнятості: освіта, охорона здоров'я та соціальна допомога — 29,0 %, мистецтво, розваги та відпочинок — 24,2 %, роздрібна торгівля — 15,8 %, публічна адміністрація — 9,3 %.